# Pierre Aïm
Pierre Aïm (* 31. Januar 1959 in Paris) ist ein französischer Kameramann.

## Leben
Pierre Aïm arbeitete seit Anfang der 1980er Jahre regelmäßig als Kameraassistent für Werbe- und Spielfilme. Nachdem er Ende der 1980er Jahre mehrere Kurzfilme drehte, debütierte er mit dem 1990 erschienenen Horrorfilm Adrénaline als Kameramann für einen Langspielfilm. Für seine Arbeiten an den Spielfilmen Hass, Monsieur N. und Poliezei wurde  im Jahr 1996, 2004 und 2012 jeweils für die Beste Kamera für den französischen Filmpreis  César nominiert. 2012 wurde er bei den Prix Lumières für die Beste Kameraarbeit ausgezeichnet.

## Filmografie (Auswahl)
- 1990: Adrénaline
- 1993: Lola liebt’s schwarzweiß (Métisse)
- 1995: Haß (La haine)
- 1996: Kuss-Kuss in Paris (Salut cousin!)
- 1998: Männer sind auch nur Frauen (L’homme est une femme comme les autres)
- 2000: Im Juli
- 2002: Leben tötet mich (Vivre me tue)
- 2002: Samouraïs
- 2002: Wahnsinnig verliebt (À la folie … pas du tout!)
- 2003: Monsieur N.
- 2004: Eine französische Hochzeit (Mariages!)
- 2005: Man muss mich nicht lieben (Je ne suis pas là pour être aimé)
- 2006: Wir verstehen uns wunderbar (Désaccord parfait)
- 2007: J’ai toujours rêvé d’être un gangster
- 2008: Willkommen bei den Sch’tis (Bienvenue chez les Ch’tis)
- 2009: Jaffa
- 2010: Nichts zu verzollen (Rien à déclarer)
- 2010: Prey – Vom Jäger zur Beute (Proie)
- 2011: Poliezei (Polisse)
- 2012: Ziemlich dickste Freundinnen (Mince alors!)
- 2015: Aladin – Tausendundeiner lacht! (Les Nouvelles Aventures d’Aladin)
- 2017: Die Nile Hilton Affäre (The Nile Hilton Affäre)
- 2019: MILF – Ferien mit Happy End (MILF)
- 2019: Ein Papa für alle (Damien veut changer le monde)
- 2022: The Contractor
- 2022: Die Kairo Verschwörung (Boy from Heaven / Walad Min Al Janna)
- 2024: Survive – Gestrandet im Ozean (Survivre)
- 2025: Eagles of the Republic